# Oospila dicraspeda
Oospila dicraspeda là một loài bướm đêm trong họ Geometridae.